# Ommata aurantipennis
Ommata aurantipennis är en skalbaggsart som beskrevs av Giesbert 1991. Ommata aurantipennis ingår i släktet Ommata och familjen långhorningar.
Artens utbredningsområde är:
- Costa Rica.
- Panama.

Inga underarter finns listade i Catalogue of Life.